# Toy Story: The Musical
Pour les articles homonymes, voir Toy Story (homonymie).
Toy Story: The Musical est une comédie musicale adaptée du film Pixar, Toy Story. Créé par Walt Disney Creative Entertainment pour Disney Cruise Line. Après une année de pré-production et de préparation, le spectacle fut présenté pour la première fois à bord du Disney Wonder en mars 2008 et débuta officiellement en avril 2008. Des représentations sur la terre furent prévues dans l'Hyperion Theater de Disney's California Adventure pour 2011 mais le spectacle Disney's Aladdin: A Musical Spectacular fut prolongé pour une durée indéterminée, repoussant la possible venue du Toy Story: The Musical dans le théâtre californien.
Le spectacle a été mis en scène par Stefan Novinski et chorégraphié par Warren Adams. Tout au long du show de 55 minutes, 6 chansons originales du film sont utilisées dont You've Got a Friend in Me, écrit par Randy Newman. Les arrangements musicaux ont été exécutés par David O. Le livret du spectacle fut rédigé Mindi Dickstein, qui est également l'auteur des paroles et du livret de "Little Women The Musical," à Broadway. 
Toy Story: The Musical suit l'intrigue principale de Toy Story en s'accordant certaines libertés, surtout dans les scènes impliquant les jouets mutant et Sid.

## Chansons
1. You've Got A Friend In Me - Andy
2. That's Why We're Here - Woody et les jouets
3. To Infinity And Beyond - Woody, Buzz, et les jouets
4. One Toy - Woody
5. The Claw - Little Green Aliens, Buzz, Woody et Sid
6. Make A Little Noise - Sid
7. Make A Little Noise (Reprise) - Sid
8. That's Why We're Here (Duet) (Reprise) - Woody et Buzz
9. Busted / Make A Lot Of Noise - Woody, Buzz, Sid, et les jouets mutants
10. You've Got A Friend In Me (Reprise) / That's Why We're Here (Reprise) - Woody, Buzz, Bo Peep, Andy, et les jouets
11. Bows / To Infinity And Beyond (Reprise) - Toute la troupe

## Casting original du Disney Wonder
- Shérif Woody - Geoffrey Tyler
- Buzz l'Éclair - Noel Orput
- Andy - Laurel Hatfield
- Sid - Rachel Fischer
- Rex - Mark Whitten
- Slinky Dog - Nicholas Nunez, Gabi Epstein
- M. Patate - Melany Carruthers
- Bayonne - Ryan Naimy
- Bergère - Isabelle Kiraly
- Sergent - Andre Jordan
- Barrel of Monkeys - Laurel Hatfield, Jessica Vandenberg, AJ Wilson
- Hommes de l'armée verte - Ina Marie Smith, Todd Stroik
- Buzz With Leaves - Katy Reinsel
- Les petits extraterrestres - Andre Jordan, Isabelle Kiraly, Ina Marie Smith, Jessica Vandenberg, AJ Wilson
- Ptero-Janie - Ina Marie Smith
- Mutant Army Man - Andre Jordan
- Pogoduck - Katy Reinsel
- Rollerbob - Laurel Hatfield
- Babyhead - Todd Stroik
- Legs - Jessica Vandenberg
- Manhand - AJ Wilson
- Swings - Mark Donaldson, Alex Saslove
- Doublures - Amanda Juhl, Julie Smith